# Ungilsan
Ungilsan (koreanska: 운길산) är ett berg i Sydkorea.   Det ligger i provinsen Gyeonggi, i den norra delen av landet, 28 km öster om huvudstaden Seoul. Toppen på Ungilsan är 606 meter över havet, eller 228 meter över den omgivande terrängen. Bredden vid basen är 3,1 km.
Terrängen runt Ungilsan är huvudsakligen lite kuperad. Runt Ungilsan är det ganska tätbefolkat, med 207 invånare per kvadratkilometer. Närmaste större samhälle är Wabu, 6,8 km väster om Ungilsan. I omgivningarna runt Ungilsan växer i huvudsak blandskog.